# Chiesa di Sant'Anna (Centovalli)
La chiesa di Sant'Anna è un edificio religioso tardobarocco che si trova a Rasa, frazione del comune svizzero di Centovalli in Canton Ticino.

## Storia
La chiesa fu edificata prima del 1644, quando fu menzionata per la prima volta in occasione dell'acquisizione dei diritti parrocchiali, ottenuti per effetto della separazione dalla parrocchia di Palagnedra. Il suo aspetto attuale, tuttavia, si deve alle modifiche apportate da Filippo Martinola fra il 1746 e il 1753. Nel 1757 fu realizzato l'ossario che si trova accanto alla chiesa.

## Galleria d'immagini

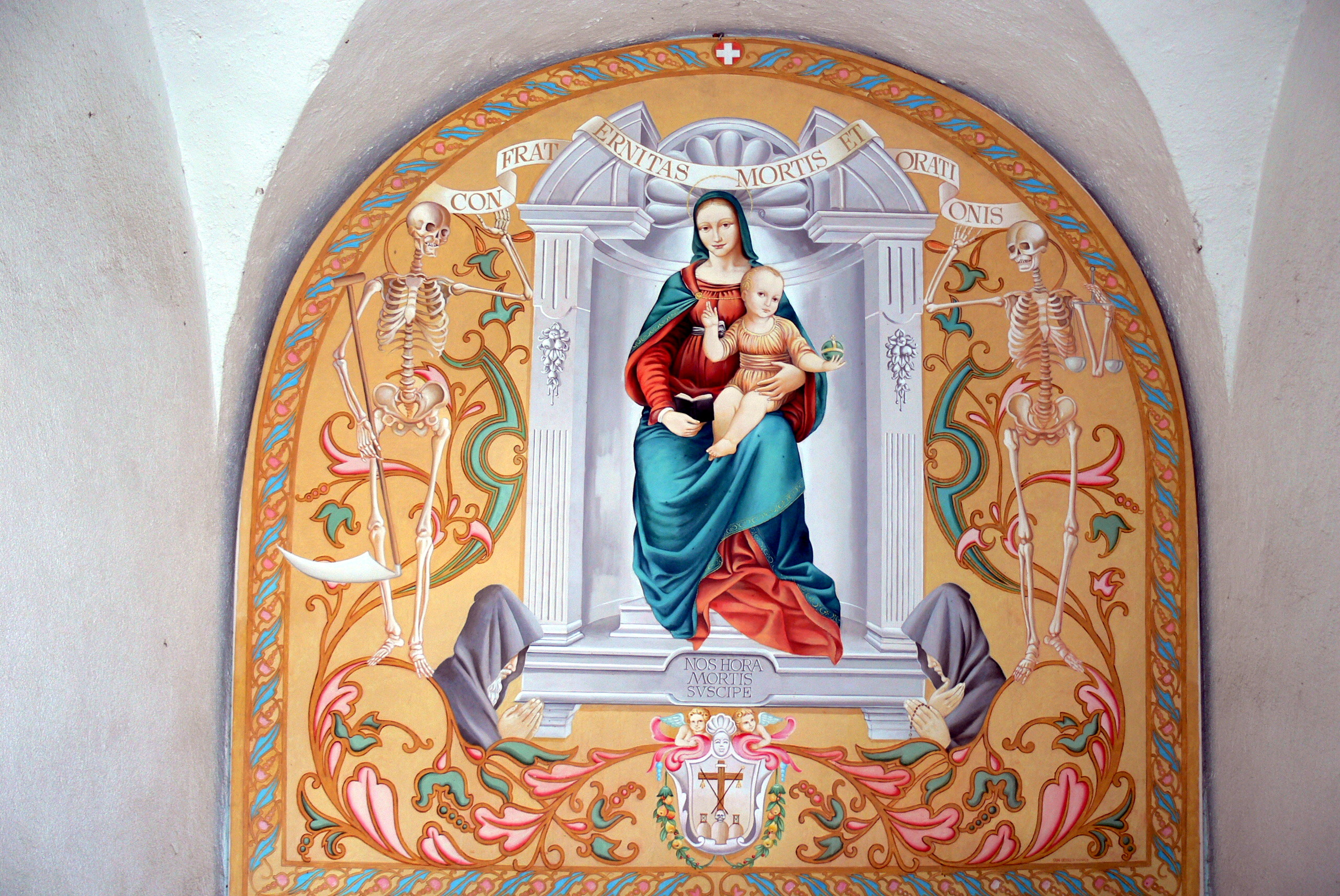
Altare dei defunti della confraternita
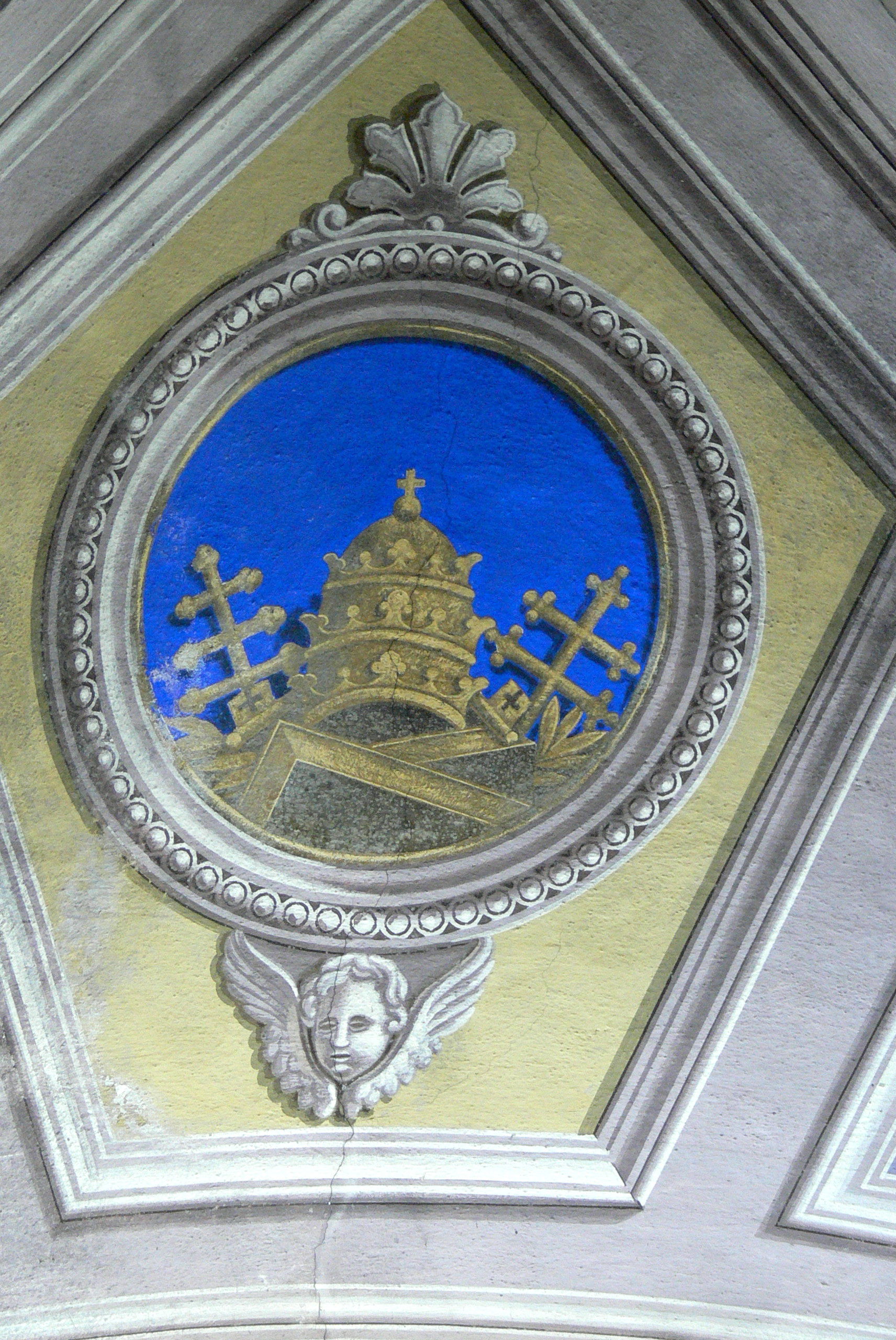
Dipinto della volta
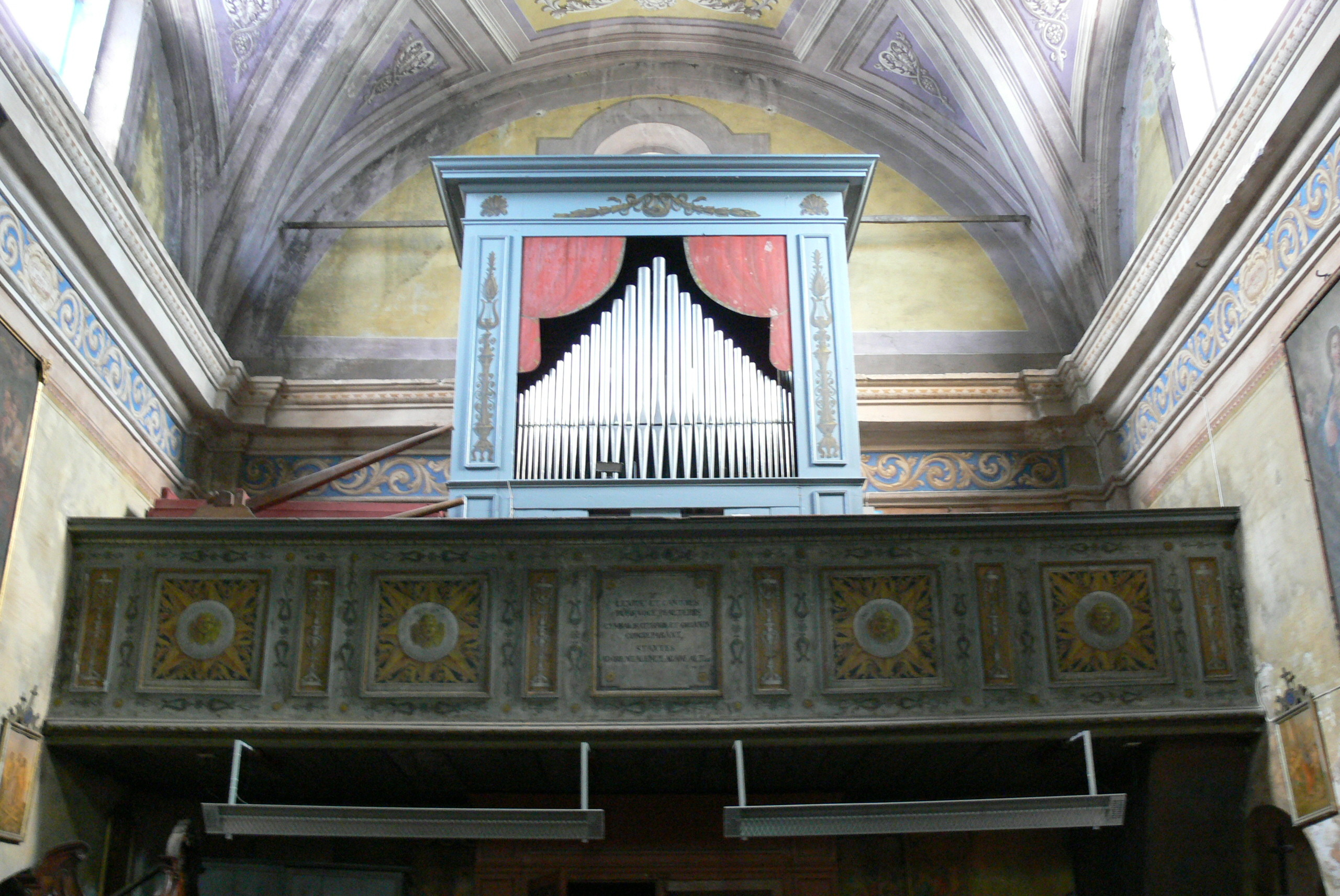
L'organo del 1840